# César Manrique
César Manrique (n. 24 aprilie 1919, Arrecife, Las Palmas, Spania – d. 25 septembrie 1992, Arrecife, Las Palmas, Spania; numele complet: César Manrique Cabrera) a fost un  pictor, arhitect, sculptor din insula Lanzarote, care a impregnat arhitectura și imaginea publică a acestei insule.
A murit în anul 1992, într-un accident de mașină, nu departe de casă, la vârsta de 72 de ani. Este considerat cel mai mare arhitect și artist plastic al Insulelor Canare. După moartea sa casa a fost transformată în muzeu numit „Fundacion Cesar Manrique” („Fundația Cesar Manrique”). 

## Opere
pe Lanzarote:
- Casa Museo del Campesino (casă țărănească cu arhitectură tipică din Lanzarote)
- Monumento del Campesino (Monument arhitectual în centrul insulei Lanzarote, în cinstea țăranilor din Lanzarote, care au descoperit că prundișul de lavă este poros și prin el se poate condensa  roua pentru irigarea câmpurilor.
- LagOmar, în Nazaret (o vilă construită împreună cu Jesús Soto în cariera de piatră vulcanică din încredințarea agentului imobiliar englez Sam Benady), o legendă locală spune că a fost cumpărată de Omar Sharif care a pierdut-o în aceeași zi la jocul de cărți Bridge.
- Mirador del Río (a fost construită în 1973 este un punct din care se poate aprecia malul stâncos Famara și insulele învecinate La Graciosa, Montaña Clara, Alegranza, Roque del Oeste și Roque del Este. este în același loc în care a fost instalată artileria în secolul al XIX-lea în timpul războiului dintr [USA] și [Cuba]
- Jameos del Agua (Sală de concerte Subterană, inaugurată în 1977, are o capacitate de 600 locuri și este construită într-o cavernă formată de lava vulcanică. Personen in einer Lavahöhle; O lagună din aceeași cavernă adăpostește o specia unică de raci orbi care în mon normal trăiește doar la adâncime de circa 2000 metri pe fundul oceanului.
- Jardin de Cactus (Grădină de cactuși înaugurată în 1977 și terminată în 1991 într-o carieră de piatră părăsită care adăpostește mai mult de 1100 specii în satul  Guatiza)
- Taro de Tahíche (Casa lui  César Manriques, construită în 5 bule de lavă subterană în care se află astăzi Fundación César Manrique, o fundație culturală care adăpostește zeci de opere ale lui César Manriques și creații ale artiștilor Picasso, Miró, Tapiés, Jesús Soto și Zobel)
- El Diablo (restaurant în parcul național  Timanfaya), în mijlocul unui vulcan activ supranumit și Montañas del Fuego (Muntele Focului) care are un grătar deasupra unui crater vulcanic.
- Museo Internacional de Arte Contemporaneo (Muzeul Internațional de Artă Contemporană), în Castillo de San José, care prezintă picturi ale artiștilor Miró, Millares, Mompó, Óscar Domínguez, Gerardo Rueda, Eusebio Sempérez, Augustín Cárdena și César Manriques)
- 1974: El Almacén (Fost centru cultural în Arrecife, astăzi departament de cultură al administrației insulare.)
- 1977 Grădinile și piscinele hotelului de 5 stele Las Salinas în Costa Teguise
- El triunfador (1990 în apropierea de Fundacion César Manrique, sculptură în fier)
- Juguetes del viento (1992, jocuri de vânt în mijlocul unui sens giratoriu din Arrieta)

## Publicații
- César Manrique: Arquitectura inédita (EV 1974, 2. erw. Ausgabe 1988)
- César Manrique: Escrito en el fuego. Edirca, Las Palmas de Gran Canaria, 1991